# 蓋佐大公

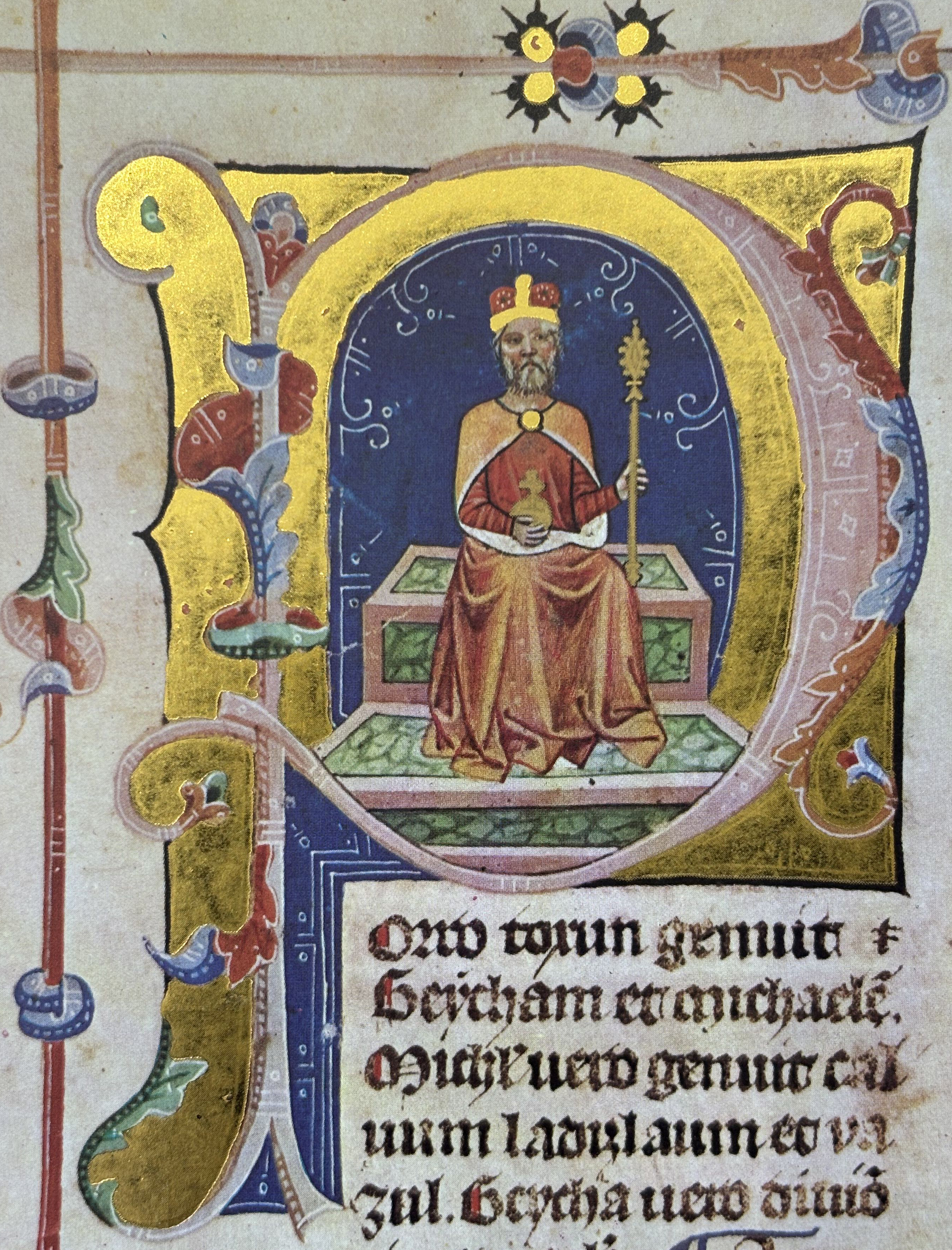
在匈牙利編年史中的盖萨大公畫像

盖萨大公（匈牙利語：Géza，約940年—997年2月1日）），匈牙利國父，匈牙利王国第一任国王伊什特万一世之父，宗教和文化改革家。盖佐大公是匈牙利大公陶克紹尼的兒子。970年或972年，盖佐繼承其父成為匈牙利大公。盖佐採取中央集權化政策，這使他成為無情的統治者而聲名遠揚。記載他兒子伊什特萬一世的生平的較長版本的文獻Life of Saint Stephen, King of Hungary甚至指出，盖佐的雙手“沾滿了鮮血”。帕恩格（PálEngel）寫道，盖佐對他的親戚進行一次“大規模清洗”，這解釋了從972年左右開始就沒有提及阿爾帕德王朝的其他成員。Koppány繼續統治外多瑙南部是這種引用不足的唯一例外。與匈牙利相鄰的兩個大國德意志王國和拜占庭帝國之間的婚姻聯盟於972年建立兩國達成和解。盖佐大公遂決定與神聖羅馬帝國實現和平。首先，由神聖羅馬帝國皇帝奧托一世派遣的名叫布魯諾的僧侶於972年左右抵達匈牙利。匈牙利“代表”亦出席皇帝於973年在奎德林堡舉行的會議。 
盖萨大公率领马扎尔人抛弃了原始宗教信仰，皈依天主教，并与罗马教廷建立联盟，这一系列措施为日后匈牙利王国的崛起奠定了坚实的基础。